# Trionfo

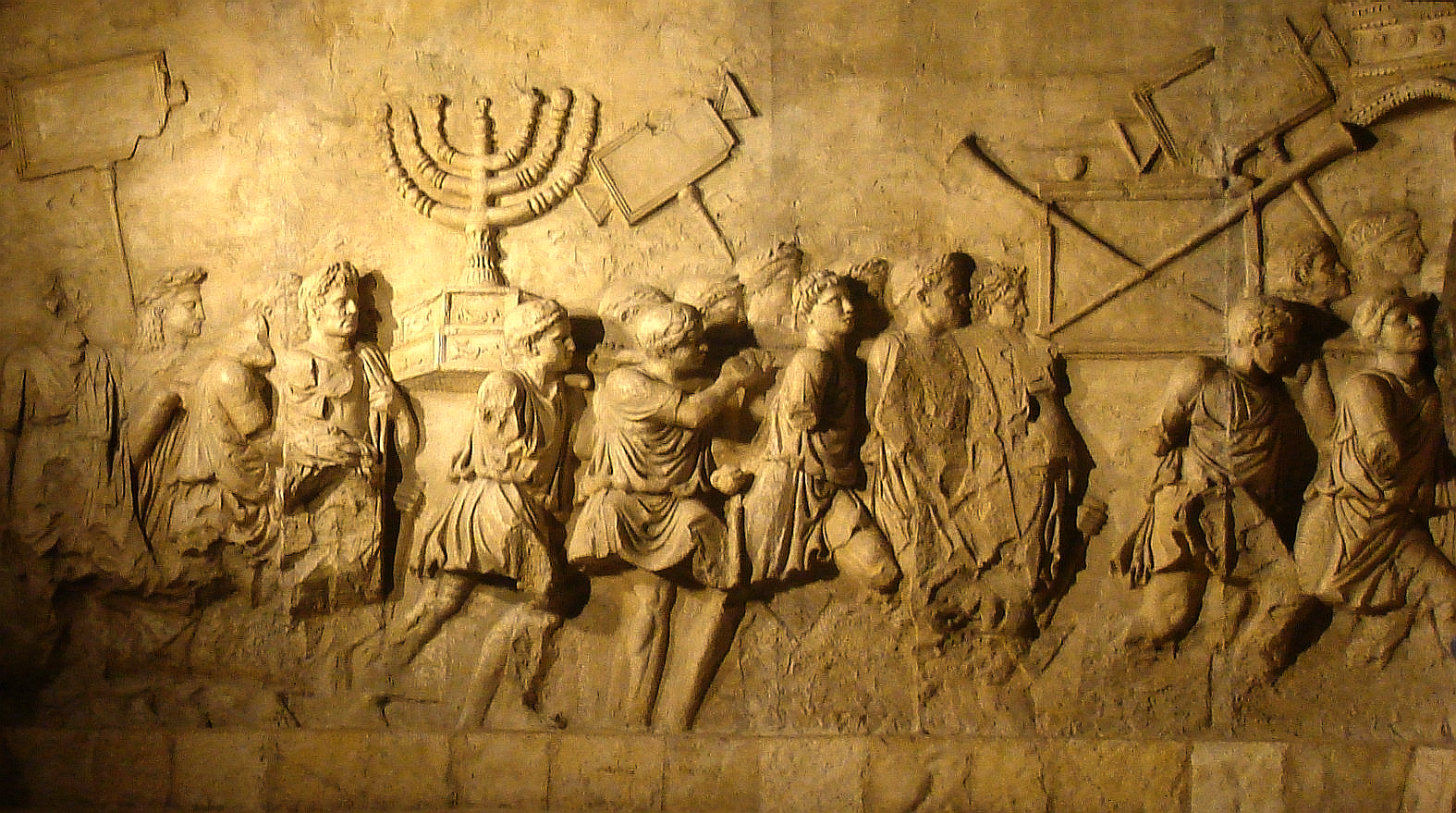
Rilievo della processione trionfale sull'Arco di Tito.

Il trionfo era il massimo onore che nell'antica Roma veniva tributato con una cerimonia solenne al generale che avesse conseguito un'importante vittoria. Il primo a ottenerlo fu Romolo, il quale, dopo aver ucciso il re dei Ceninensi, poté celebrarlo percorrendo la via Sacra nel foro romano e salire sul Campidoglio, deponendo nel tempio di Giove Feretrio gli spolia opima. Non fu invece possibile per il triumphator utilizzare un cocchio, per percorrere questo tragitto, come accadde in seguito, a partire dai Tarquini (VII secolo a.C.). Gli stessi Fasti trionfali celebrano per l'anno 752/751 a.C.:
(Fasti trionfali, 2 anni dalla fondazione di Roma .)

## Storia

### Epoca romana: trionfi memorabili

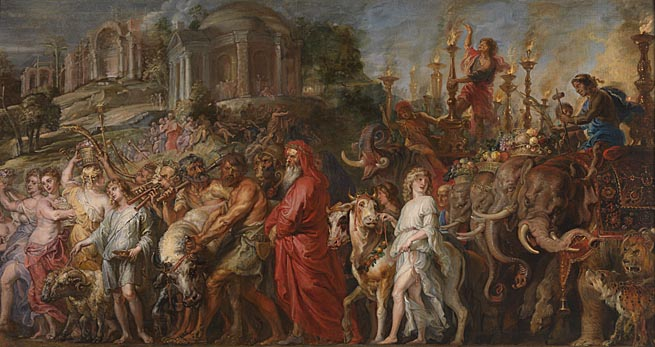
Trionfo romano di Peter Paul Rubens (National gallery Londra).

In epoca regia si raccontava che, dopo che Romolo ebbe sconfitto i Veienti, nel corteo che seguiva il vincitore ci fossero molti prigionieri nemici, fra cui il comandante etrusco, un uomo anziano, che però sembrava si fosse comportato con poca esperienza e scarsa saggezza nonostante l'età. Da quel trionfo in poi i Romani, quando celebravano i sacrifici per una vittoria, conducevano attraverso il Foro romano fino al Campidoglio un uomo anziano con la veste bordata di porpora ma ornato con una bolla infantile, proclamando che gli abitanti di Sardi (in questo caso gli Etruschi di Veio) fossero in vendita.
Fu però Tarquinio Prisco che per primo celebrò un trionfo su un cocchio dorato a quattro cavalli a Roma, vestito con una toga ricamata d'oro ed una tunica palmata (con disegni di foglie di palma), ovvero con tutte le decorazioni e le insegne per cui risplendeva l'autorità del comando.
Inizialmente il trionfo poteva essere accordato solo dal Senato romano, che doveva ricevere il resoconto degli scontri, sapere quanti nemici erano caduti, e quindi l'entità della battaglia finale. Però dal 449 a.C., in un periodo di impasse politica, anche l'assemblea del popolo romano riuscì a decretare il trionfo ai consoli, nella fattispecie Lucio Valerio Potito e Marco Orazio Barbato.
In ogni caso solo membri della classe senatoriale o del rango consolare potevano riceverlo.
Consisteva in un corteo formato dalle truppe vittoriose con alla testa il triumphator, il trionfatore che, partendo dal Campo Marzio, entrava in Roma attraverso la Porta Triumphalis. Al momento culminante del Trionfo per tradizione, lo schiavo che teneva l'alloro della vittoria sulla testa del generale gli sussurrava nell'orecchio: Respice post te! Hominem te memento! ("Guarda dietro te! Ricordati di essere un uomo!").
Erano detti triumphalia ornamenta (o semplicemente triumphalia) le decorazioni, i distintivi, le insegne di un triumphator (trionfatore): la corona aurea, la toga picta (toga dipinta), la tunica palmata (tunica decorata con foglie di palma, attributo di Giove Capitolino), lo scipio eburneus (bastone d'avorio). Si devono anche aggiungere il currus triumphalis (carro trionfale) scolpito in avorio e la corona laurea (ghirlanda di alloro).
L'origine della cerimonia si perde nella notte dei tempi, forse derivava dagli antichi rituali Etruschi ed inizialmente era strettamente legato al significato religioso; assunse dopo un valore politico, intendendo celebrare la potenza romana. Dopo la riforma di Gaio Mario divenne invece un riconoscimento della grandezza del generale trionfatore: portava infatti prestigio al generale ed alla sua famiglia, e gli permetteva di stabilire un rapporto privilegiato con le proprie truppe. Era quindi un modo per accrescere agli occhi di tutti il suo personale potere.

#### Età regia
Il primo comandante vittorioso a celebrare un trionfo fu Romolo, secondo i fasti trionfali, i quali celebrano la prima cerimonia per l'anno 752/751 a.C.:
(Fasti trionfali, 2 anni dalla fondazione di Roma .)
Tale evento accadde invece, secondo Plutarco, basandosi su quanto raccontato a sua volta da Fabio Pittore, solo tre mesi dopo la fondazione di Roma (nel luglio del 753 a.C.). Dopo la vittoria sui Ceninensi fu la volta degli Antemnati. La loro città fu presa d'assalto ed occupata, portando Romolo a celebrare una seconda ovatio. Ancora i Fasti trionfali ricordano sempre per l'anno 752/751 a.C.:
(Fasti trionfali, 2 anni dalla fondazione di Roma .)

#### Età repubblicana

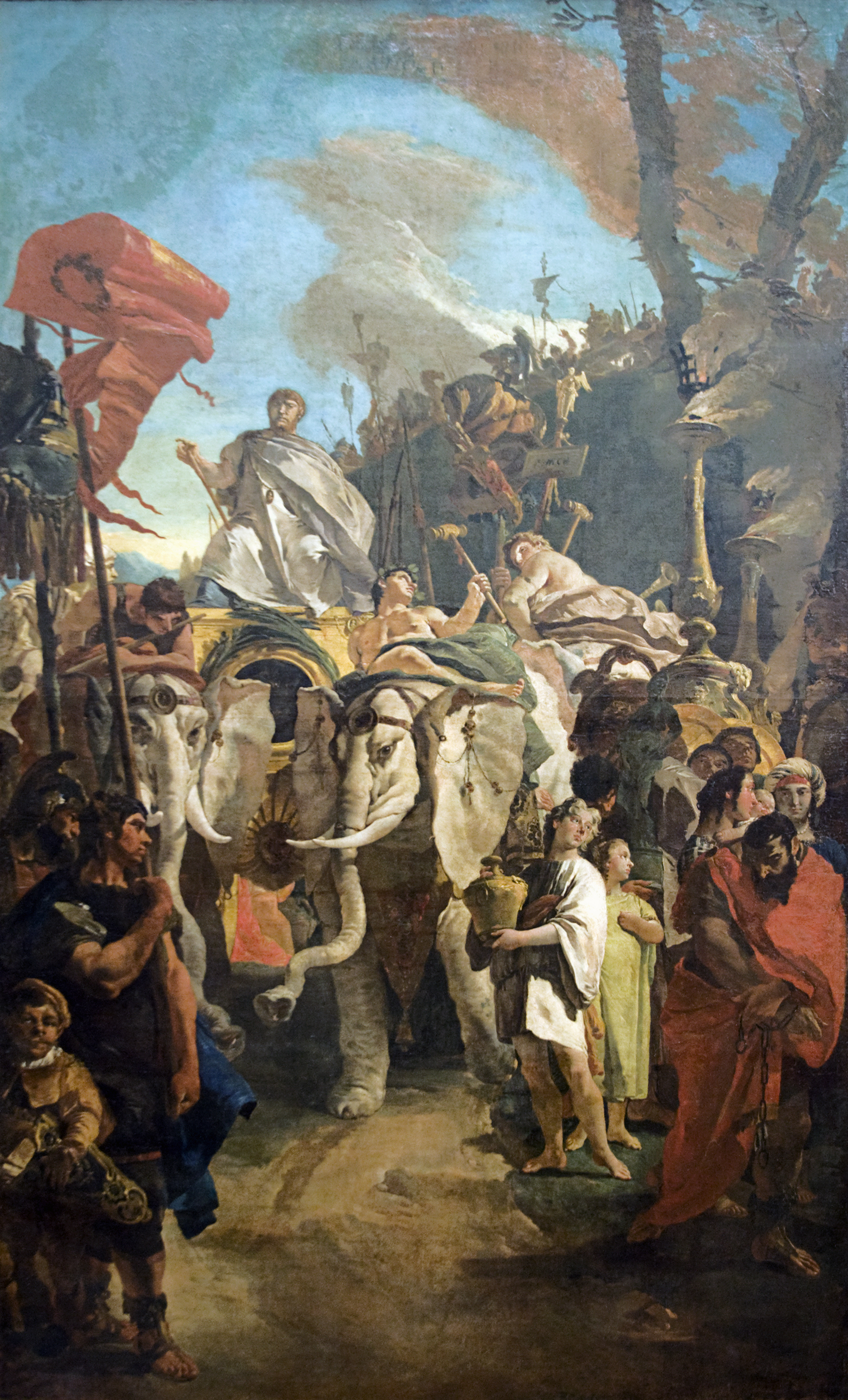
Il trionfo di Manio Curio Dentato dopo la vittoria su Pirro del 275 a.C. ottenuta a Benevento.

Così viene descritto il trionfo di Gneo Pompeo Magno celebrato il 29 settembre del 61 a.C. dopo la vittoria ottenuta su Mitridate VI, che durò per due interi giorni :
(Appiano di Alessandria, Guerre mitridatiche, 116-117.)
(Plutarco, Vita di Pompeo, 45.2-5.)

#### Età alto imperiale
Numerosi furono i trionfi degli imperatori romani, come risulta anche dalle numerose emissioni monetali del periodo. Infatti, dopo il trionfo ex Africa di Lucio Cornelio Balbo nel 19 a.C.,, il trionfo fu celebrato solo da imperatori o membri della famiglia imperiale.
Augusto (29 a.C.-14 d.C.)
Basta ricordare ad esempio che Augusto ottenne nel corso degli anni del suo principato:
(Svetonio, Augustus, 22.)
(Svetonio, Augustus, 38.)
(Svetonio, Augustus, 41.)
| Trionfi sotto l'impero di Augusto | Trionfi sotto l'impero di Augusto | Trionfi sotto l'impero di Augusto                                                                 | Trionfi sotto l'impero di Augusto | Trionfi sotto l'impero di Augusto | Trionfi sotto l'impero di Augusto        | Trionfi sotto l'impero di Augusto                                                                                          |
| Immagine                          | Valore                            | Dritto                                                                                            | Rovescio | Datazione | Peso; diametro                           | Catalogazione |
| --------------------------------- | --------------------------------- | ------------------------------------------------------------------------------------------------- | --- | --- | ---------------------------------------- | --- |
|                                   | denario                           | Testa di Augusto verso destra.                                                                    | La rappresentazione di un arco di trionfo con quadriga e l'epigrafe IMP CAESAR, eretto per la vittoria di Azio contro Marco Antonio e Cleopatra del 31 a.C. | 30-29 a.C., dopo la vittoria di Azio. | 20 mm, 3.47 gr, 1 h; zecca di Roma?      | RIC Augustus, I, 267; CRI 422; RSC 123.                                                                                    |
|                                   | denario                           | IMP • IX • TR • PO • V •, testa di Augusto verso destra.                                          | S • P • R • SIGNIS RECEPTIS su tre linee nella parte bassa, sotto l'arco di Trionfo di Augusto, sormontato da una quadriga; un'aquila davanti ad ogni parte del muro; IMP • IX • TR • POT • V • nella parte alta dell'arco. | 19-18 a.C., dopo che l'Armenia tornò nell'area di influenza romana                                                                                              | 11.89 gr, 12 h.                          | RIC Augustus, I, 510; Sutherland Group VIIa; RSC 298; RPC I 2218; BMCRE 703 = BMCRR East 310; BN 982-3 and 985; CNR 809/2. |
|                                   | denario                           | S • P • Q • R • IMP • CAESARI • AVG • COS • XI • TRI • POT • VI •, testa di Augusto verso destra. | CIVIB • ET • SIGN • MILIT • A • PA-RT • RECVP •, arco di trionfo di Augusto: sopra l'arco contrale si trova una quadriga; sopra gli archi laterali una figura ciascuno; a sinistra una figura voltata verso destra che tiene un signum nella sua mano destra alzato verso il cielo; a destra invece una figura rivolta a sinistra, tiene un'aquila nella sua destra ed un arco alla sua sinistra. | 18 a.C. | 3.86 gr, 6 h; zecca spagnola di Tarraco. | RIC Augustus, I, 136; RSC -; cf. BMCRE 427 = BMCRR Rome 4453 (aureus); BN 1229-31.                                         |
|                                   | denario                           | Testa di Augusto verso destra.                                                                    | Arco di trionfo (di Aosta? ), sormontato da una quadriga nella quale c'è Augusto che tiene un ramo di lauro ed uno scettro; archi più piccoli nelle parti laterali, sormontati da un arciere a sinistra ed un fromboliere (?) a destra; S • P • Q • R IMP CAE su due linee nella paste alta dell'arco.                                                                                            | 16 a.C., quando era magistrato monetario un certo Lucio Vinicio; potrebbe riferirsi all'XI salutatio imperatoria ed alle campagne condotte lungo l'arco alpino. | 3.77 gr, 9 h; zecca di Roma.             | RIC Augustus, I, 359; RSC 544.                                                                                             |
|                                   | Aureo                             | CAESAR AVGVSTVS DIVI F(filio) Pater Patriae, testa laureata verso destra;                         | AVG F(ilius) TR POT XV, Tiberio guida una quadriga in trionfo verso destra, tenendo uno scettro con aquila; in esergo TI CAESAR. | 13-14 (trionfo concesso a Tiberio, su Germani e Pannoni) | 7.93 gr, 5 h (zecca di Roma antica);     | RIC I, 221; BMC 511; BN 1685; C 299.                                                                                       |

Giulio-Claudii
| Trionfi della dinastia giulio-claudia | Trionfi della dinastia giulio-claudia | Trionfi della dinastia giulio-claudia                                                                                               | Trionfi della dinastia giulio-claudia                                                                                 | Trionfi della dinastia giulio-claudia                                                                | Trionfi della dinastia giulio-claudia        | Trionfi della dinastia giulio-claudia     |
| Immagine                              | Valore                                | Dritto | Rovescio | Datazione                                                                                            | Peso; diametro                               | Catalogazione                             |
| ------------------------------------- | ------------------------------------- | --- | --- | --- | -------------------------------------------- | ----------------------------------------- |
|                                       | Æ dupondio                            | GERMANICVS CAESAR, Caligola celebra il padre Germanico posto su una quadriga verso destra, con i pannelli decorati con la Vittoria; | SIGNIS RECEPT DEVICTIS GERMAN, Germanico in piedi verso sinistra, solleva le armi e tiene un'Aquila.                  | 37/41 (Caligola celebra le vittorie ed il trionfo del padre Germanico sui Germani (avvenuto nel 17); | 29 mm, 16.10 gr, 8 h (zecca di Roma antica); | RIC Caligula, I 57.                       |
|                                       | Didracma                              | TI CLAVD CAESAR AVG GERM P M TR P, testa laureata a sinistra;                                                                       | Claudio che guida una quadriga trionfale verso destra, tiene le redini ed uno scettro; sotto la scritta DE BRITANNIS. | 43/48 (Claudio celebra il trionfo sui Britanni);                                                     | 21 mm, 7,48 gr;                              | Roman Imperial Coinage, Claudius, I, 122. |

Flavi (69-96)

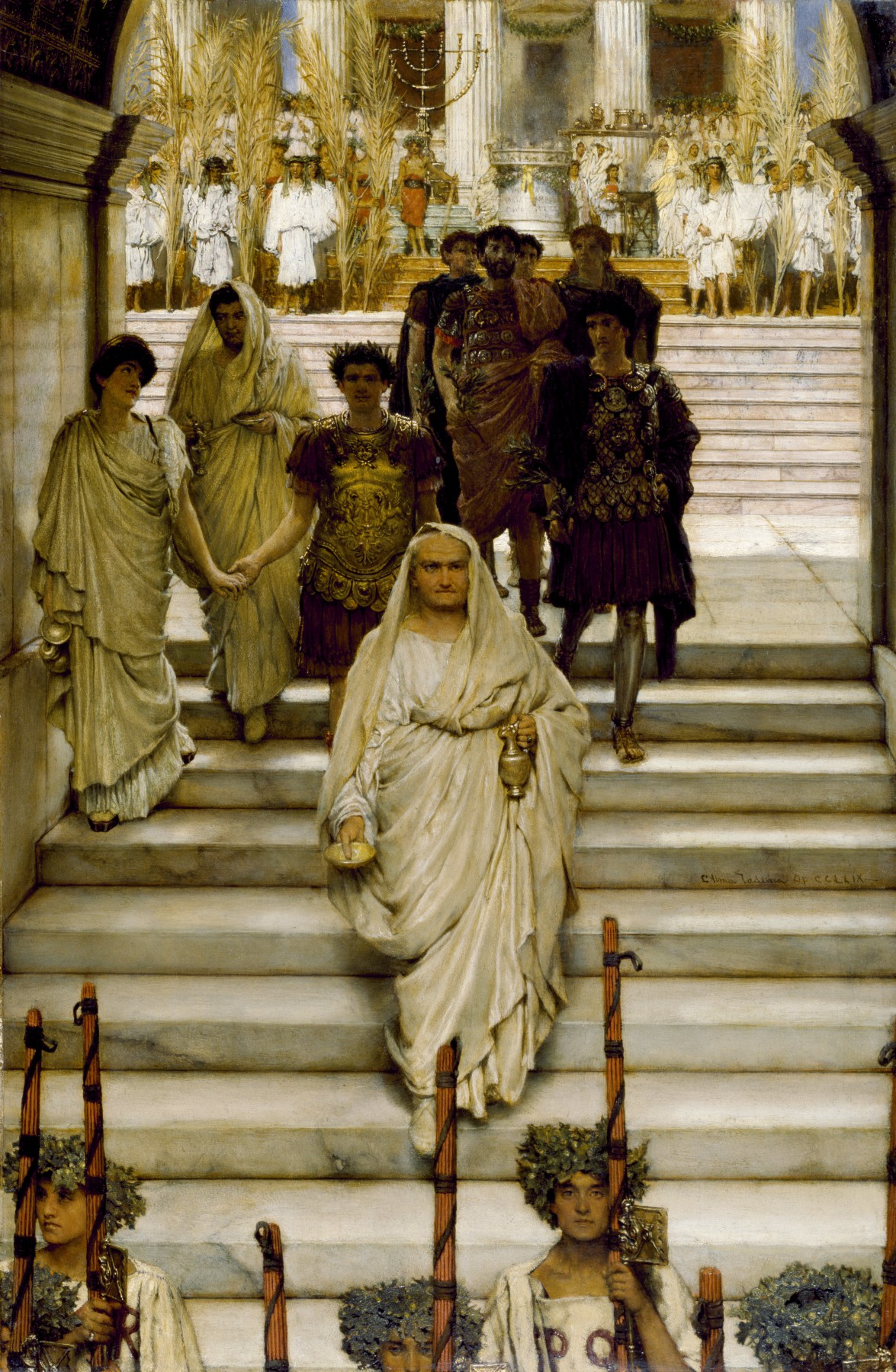
Vespasiano e Tito durante la cerimonia del trionfo (Alma Tadema, 1885).

Tito, figlio dell'imperatore Vespasiano, dopo aver portato a termine il difficile assedio di Gerusalemme, si imbarcò per l'Italia (inizi del 71), disponendo che i due capi della rivolta, Simone e Giovanni, insieme ad altri 700 prigionieri, scelti per statura e prestanza fisica, fossero inviati a Roma per essere trascinati in catene in trionfo. Giunto nella capitale, gli venne riservata un'accoglienza entusiastica da parte della folla cittadina. Pochi giorni più tardi, il padre Vespasiano accettò di celebrare un unico trionfo, sebbene il senato ne avesse decretato uno per ciascuno. Una volta avvisati sulla data della cerimonia trionfale, l'immensa popolazione di Roma uscì a prendere posto dovunque si potesse stare, lasciando libero solo il passaggio per far sfilare il corteo.
(Giuseppe Flavio, La guerra giudaica, VII, 5.4.123-128.)
Dopo le preghiere, Vespasiano congedò i soldati, perché partecipassero più tardi al tradizionale banchetto offerto dagli imperatori, e raggiunse la Porta Triumphalis. Qui gli imperatori indossarono le vesti trionfali e, celebrato un nuovo sacrificio, diedero il via al corteo, il quale passò attraverso i teatri, perché la folla potesse assistere più facilmente allo spettacolo. La processione mise in mostra una incredibile varietà di oggetti mirabili e preziosi, dalle opere d'arte, a tesori e rarità naturali, a mostrare la magnificenza dell'impero romano.
(Giuseppe Flavio, La guerra giudaica, VII, 5.5.134-152.)

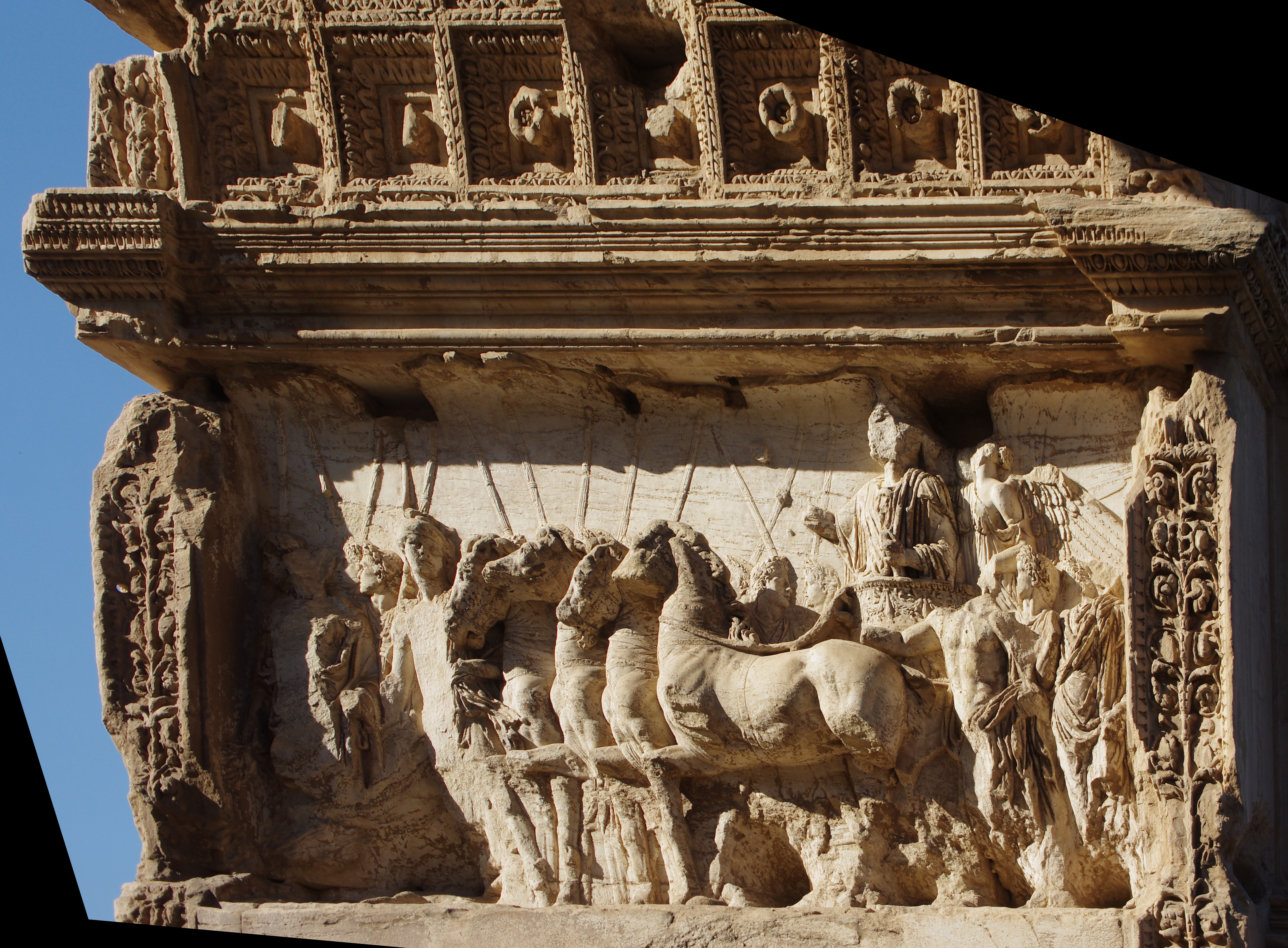
Rilievo dall'Arco di Tito, raffigurante la quadriga del vincitore

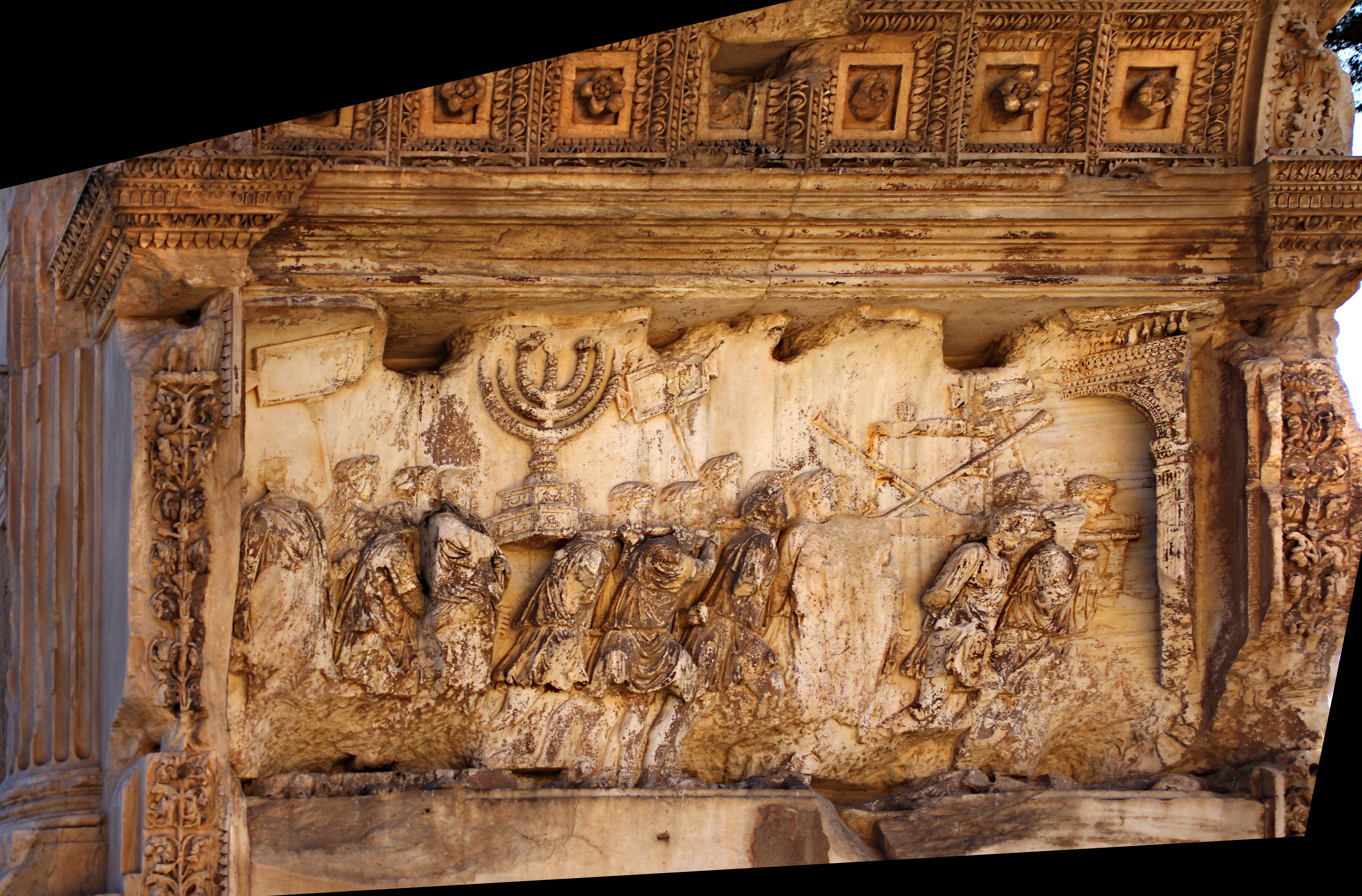
Rilievo dall'Arco di Tito con il bottino di Tito

La meta del corteo trionfale era il tempio di Giove sul Campidoglio, dove Vespasiano avrebbe dovuto attendere l'annuncio della morte del capo dei nemici. Questi era Simone bar Giora, che aveva prima sfilato insieme agli altri prigionieri e poi venne trascinato con una corda al collo, tra ingiurie e percosse, nel Carcere Mamertino, nei pressi del Foro romano, dove vengono eseguite le condanne a morte. Quando giunse la notizia che era stato ucciso, accolta con grandi acclamazioni, gli imperatori tornarono a celebrare nuovi sacrifici ed infine si ritirarono nel palazzo. Qui alcuni rimasero a banchettare, mentre per tutti gli altri approntarono mense nelle loro case.
(Giuseppe Flavio, La guerra giudaica, VII, 5.6.157.)
(Svetonio, Vita di Vespasiano, 12.)
| Trionfo di Vespasiano e Tito | Trionfo di Vespasiano e Tito | Trionfo di Vespasiano e Tito                                               | Trionfo di Vespasiano e Tito                                                                                            | Trionfo di Vespasiano e Tito | Trionfo di Vespasiano e Tito | Trionfo di Vespasiano e Tito                                                                      |
| Immagine                     | Valore                       | Dritto                                                                     | Rovescio | Datazione                    | Peso; diametro               | Catalogazione                                                                                     |
| ---------------------------- | ---------------------------- | -------------------------------------------------------------------------- | --- | ---------------------------- | ---------------------------- | ------------------------------------------------------------------------------------------------- |
|                              | Denario d'argento            | IMP CAES VESP AVG P M COS IIII, testa laureata dell'Imperatore Vespasiano. | Nessuna legenda, Vespasiano su una quadriga verso destra, che celebra il trionfo sui Giudei.                            | 72                           | 18mm, 3.30 gm                | RIC II 364; RPC II 1931; RSC 643.                                                                 |
|                              | Denario                      | T CAES IMP VESP PON TR POT, testa laureata e busto con drappeggio.         | Nessuna legenda, Tito in quadriga verso destra che celebra il trionfo sui Giudei, tiene uno scettro ed un ramo d'ulivo. | 72                           | 18 mm, 3.52 gr, 5 h;         | Roman Imperial Coinage, Vespasianus, II 368; RPC II 1935; Hendin 789; BMCRE 521; BN 324; RSC 395. |

Traiano (98-117)
Si narra che la conquista della Dacia fruttò a Traiano un enorme bottino, stimato in cinque milioni di libbre d'oro (pari a 163,6 t) e nel doppio d'argento, ed una straordinaria quantità di altro bottino, oltre a mezzo milione di prigionieri di guerra con le loro armi. Si trattava del favoloso tesoro di Decebalo, che lo stesso re avrebbe nascosto nell'alveo di un piccolo fiume (il Sargetia) nei pressi della sua capitale, Sarmizegetusa Regia.
Allo stesso imperatore venne tributato un grandioso Trionfo, con spettacoli gladiatorii, corse dei carri nel Circo Massimo, un nuovo Foro e la costruzione della famosa Colonna, alta trenta metri, nel cui fregio a spirale lungo duecento metri furono scolpite le imprese militari di Traiano e dei suoi generali. Un'opera di rara bellezza ed originalità dove, sotto la guida del grande architetto Apollodoro di Damasco, fino al giorno dell'inaugurazione (avvenuta il 12 maggio del 113), numerosi scultori lavorarono a 155 scene e 2500 figure.
Altre testimonianze degli onori e dei trionfi tributati in tutto l'impero a Traiano, l'optimus princeps, sono ancora oggi visibili, oltre che nella rappresentazione scultorea della guerra dacica sulla Colonna a Roma, anche negli archi di Benevento e di Ancona, nel Foro a lui dedicato, nel "grande fregio" a Roma o nel Tropaeum Traiani di Adamclisi del 107/108.
| Trionfi di Traiano | Trionfi di Traiano | Trionfi di Traiano                                                                                 | Trionfi di Traiano | Trionfi di Traiano                    | Trionfi di Traiano           | Trionfi di Traiano                                                         |
| Immagine           | Valore             | Dritto                                                                                             | Rovescio | Datazione                             | Peso; diametro               | Catalogazione                                                              |
| ------------------ | ------------------ | -------------------------------------------------------------------------------------------------- | --- | ------------------------------------- | ---------------------------- | -------------------------------------------------------------------------- |
|                    | Aureo              | IMP Traiano AVG GER DAC P M TR P COS VI P P, busto laureato con drappeggio e corazza verso destra. | La facciata della Basilica Ulpia con tre corpi separati "in avanti", ognuno con base a due colonne; sopra l'epistilio della parte centrale una quadriga trionfale; figure su entrambi i lati a fianco della quadriga; sopra gli epistili laterali ci sono delle bighe; un paio poi di aquile legionarie nella parte più esterna, mentre l'architrave sotto risulta ornata; BASILICA VLPIA in esergo.                     | 112 (trionfo celebrato sui Daci);     | 7.24 gr, 8 h; zecca di Roma  | RIC Traianus, II 247; Strack 202b; BMCRE 492; Calicó 988; cf. Cohen 42-43. |
|                    | Æ Sesterzio        | IMP Traiano AVG GER DAC P M TR P COS VI P P, busto laureato con drappeggio e corazza verso destra. | La facciata della Basilica Ulpia con tre corpi separati "in avanti", ognuno con base a due colonne; sopra l'epistilio della parte centrale una quadriga trionfale; figure su entrambi i lati a fianco della quadriga; sopra gli epistili laterali ci sono delle bighe; un paio poi di aquile legionarie nella parte più esterna, mentre l'architrave sotto risulta ornata; BASILICA VLPIA ed S C in esergo su due righe. | 112-115 (trionfo celebrato sui Daci); | 25,58 gr, 6 h; zecca di Roma | RIC Traianus, II 616 var. (non drappeggiata), Banti 36.                    |

Antonini (138-192)
| Trionfi degli Antonini | Trionfi degli Antonini | Trionfi degli Antonini                                                                              | Trionfi degli Antonini | Trionfi degli Antonini | Trionfi degli Antonini | Trionfi degli Antonini                                |
| Immagine               | Valore                 | Dritto                                                                                              | Rovescio | Datazione | Peso; diametro         | Catalogazione                                         |
| ---------------------- | ---------------------- | --------------------------------------------------------------------------------------------------- | --- | --- | ---------------------- | ----------------------------------------------------- |
|                        | Æ asse                 | M COMMODVS ANTONINVS AVG, testa laureata di Commodo verso destra, busto con drappeggio e corazza;   | TR P VI IMP IIII COS III P.P, Commodo su una quadriga trionfale verso sinistra, tiene uno scettro con un'aquila; in esergo S C. | 181, Commodo viene acclamato imperator per la quarta volta, al termine della campagna militare in terra sarmatica del 180.                                                                  | 10.81 g, 6 h;          | RIC III 319a; MIR 18, 499-9/30; BMCRE 469; Cohen 814. |
|                        | sesterzio              | M COMMODVS ANTONINVS AVG, testa laureata di Commodo verso destra, busto con drappeggio e corazza;   | TR P VI IMP VI COS IV P.P, Commodo su una quadriga trionfale verso sinistra, tiene uno scettro con un'aquila; in esergo S C.    | 183, Commodo viene acclamato imperator per la sesta volta, al termine della campagna militare in terra sarmatica del 182 o in Britannia.                                                    | 10.81 g, 6 h;          | RIC III 376; MIR 18, 564-6/30; Banti 471.             |
|                        | medaglione             | IMP COMMODVS AVG PIVS FELI, testa laureata di Commodo verso destra, busto con drappeggio e corazza; | PM TR P XV IMP VIII, Commodo su una quadriga trionfale verso sinistra, tiene uno scettro con un'aquila; in esergo COS VI P.P.   | 190, Commodo potrebbe aver trionfato per la terza volta contro le popolazioni di Sarmati e Germani (Quadi e Marcomanni), come la Historia Augusta ci racconta (tertia expeditio germanica). | 40 mm, 35.95 g;        | Gnecchi 104, pl. 85, 2; Grueber p. 27, 31.            |

Severi (193-235)
| Trionfi dei Severi | Trionfi dei Severi | Trionfi dei Severi                                                                                           | Trionfi dei Severi | Trionfi dei Severi                                                       | Trionfi dei Severi                            | Trionfi dei Severi                                  |
| Immagine           | Valore             | Dritto | Rovescio | Datazione                                                                | Peso; diametro                                | Catalogazione                                       |
| ------------------ | ------------------ | --- | --- | ------------------------------------------------------------------------ | --------------------------------------------- | --------------------------------------------------- |
|                    | aureo              | ANTONINVS PIVS AVG GERM, testa laureata di Caracalla verso sinistra con corazza;                             | P M TR P XVIIII COS IIII P P, il Sole tiene le redini nella mano destra, la frusta nella mano sinistra e guida una quadriga verso sinistra. | 216 (trionfo celebrato sui Parti da parte di Caracalla);                 | 21 mm, 6.43 gr, 7 h (zecca di Roma antica);   | RIC Caracalla, IV 282d; Calicó 2749; BMCRE 174.     |
|                    | sesterzio          | IMP CAES M AUR ANTONINUS PIUS AUG, testa laureata verso destra di Elagabalo, busto con drappeggio e corazza; | IMP TR P III COS III PP, Elagabalo guida una quadriga verso sinistra in trionfo, tenendo un ramo di ulivo ed uno scettro con aquila; una stella verso l'alto; S C in esergo (potrebbe riferirsi alle continue guerre contro i barbari del nord). | 219;                                                                     | 29 mm, 26.53 gr, 12 h (zecca di Roma antica); | RIC Elagabalus, IV 308; Thirion 155; Banti 30.      |
|                    | sesterzio          | IMP SEV ALE-XAND AVG, testa laureata di Alessandro Severo e busto con drappeggio.                            | P M TR P VIII COS III PP, Alessandro Severo guida la quadriga trionfale verso destra, tiene le redini ed uno scettro con un'aquila; S C in esergo.                                                                                               | 229 (trionfo concesso per le vittorie contro le popolazioni germaniche); | 29 mm, 19.64 gr, 12 h (zecca di Roma antica); | RIC Alexander Severus, IV 495; BMCRE 575; Banti 93. |

Anarchia militare (235-284)
| Trionfi nel periodo dell'anarchia militare | Trionfi nel periodo dell'anarchia militare | Trionfi nel periodo dell'anarchia militare                                                           | Trionfi nel periodo dell'anarchia militare                                                                                  | Trionfi nel periodo dell'anarchia militare                                                                            | Trionfi nel periodo dell'anarchia militare                            | Trionfi nel periodo dell'anarchia militare                                      |
| Immagine                                   | Valore                                     | Dritto                                                                                               | Rovescio | Datazione | Peso; diametro                                                        | Catalogazione                                                                   |
| ------------------------------------------ | ------------------------------------------ | --- | --- | --- | --------------------------------------------------------------------- | ------------------------------------------------------------------------------- |
|                                            | antoniniano                                | GALLIENVS AVG, testa di Gallieno con corona radiata verso destra, il busto con drappeggio e corazza; | COS IIII P P, Gallieno in trionfo guida una quadriga verso sinistra, tiene un ramo nella sinistra e le redini nella destra. | 260/261-262 (trionfo concesso per le vittorie contro le popolazioni germaniche che avevano sfondato il limes renano); | 3.70 g, 12 h (Zecca di Roma antica, prima officina, sesta emissione); | RIC, Gallienus, V 150 var. (bust type); MIR 36, 339x; RSC 146 var. (bust type). |

### Trionfo dopo la caduta di Roma

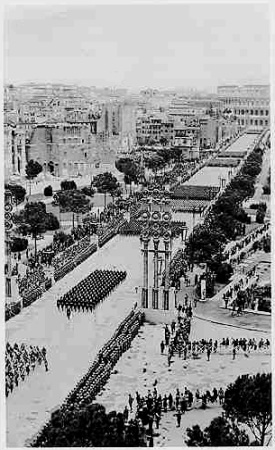
Parata su via dei Fori Imperiali (allora "via dell'Impero") poco dopo la sua realizzazione.

Altre forme di trionfo successive all'epoca romana le troviamo in Napoleone Bonaparte con la costruzione di un Arco di Trionfo a Parigi, nel 1806, in ricordo della sua vittoria nella battaglia di Austerlitz; oppure nella costruzione di Via dei Fori Imperiali per le parate militari, voluta da Benito Mussolini durante il Fascismo ed ancora oggi utilizzata nella festività del 2 giugno.

#### Napoleone Bonaparte
Il 15 dicembre 1840 ebbe luogo il funerale solenne a Parigi, a diciannove anni dalla morte di Napoleone Bonaparte, celebrato con tutti gli onori del rango imperiale. Disposto il feretro su un carro trainato da 16 cavalli, scortato dai Marescialli di Francia Oudinot e Molitor, l'ammiraglio Roussin e il generale Bertrand, a cavallo, sui quattro lati, il corteo funebre passò sotto l'arco di trionfo, tra due file di insegne con l'aquila imperiale, salutato dalle salve di cannone e accolto dalla famiglia regnante in nome della Francia. Il generale Bertrand, che aveva fedelmente accompagnato Napoleone all'Elba e a Sant'Elena, venne incaricato dal Re di porre la spada e il copricapo dell'imperatore sulla bara, ma non vi riuscì per l'emozione e fu sostituito dal generale Gourgaud. Più tardi, nel 1843 Giuseppe Bonaparte inviò il gran collare, il nastro, e le insegne della Legion d'Onore che suo fratello aveva indossato.

## Forme di trionfo minori in epoca romana
L'importanza del trionfo in questo senso è testimoniata dalla decisione di Augusto di concederlo e lasciarlo ottenere soltanto a membri della sua famiglia. Gli altri nobili e generali vennero così esclusi da una cerimonia di tale importanza. Ad essi erano concesse (a partire dal 12 a.C.), alcune onorificenze, dette ornamenta triumphalia, che permettevano loro di sfilare con le vesti del triumphator insieme all'Imperatore.
Belisario fu l'ultimo generale a ricevere un trionfo a Costantinopoli (formalmente "in nome" dell'imperatore Giustiniano), come riconoscimento della sua vittoria sui Vandali.
Altra forma di trionfo era l'ovatio che ne costituiva una forma minore. In questo caso il generale vittorioso entrava in Roma non su una quadriga, bensì a piedi con la semplice toga praetexta, senza lo scettro, ed una corona di mirto al posto di quella d'alloro. La processione spesso coinvolgeva la folla, ma non comprendeva una parata di soldati, ed al termine della processione veniva sacrificata una pecora, non un toro.